# La Soledadita
La Soledadita är en ort i Mexiko.   Den ligger i kommunen Madero och delstaten Michoacán de Ocampo, i den södra delen av landet, 200 km väster om huvudstaden Mexico City. La Soledadita ligger 1 988 meter över havet och antalet invånare är 160.
Terrängen runt La Soledadita är huvudsakligen kuperad, men österut är den bergig. Runt La Soledadita är det glesbefolkat, med 8 invånare per kvadratkilometer. Närmaste större samhälle är San Diego Curucupaseo, 17,1 km sydväst om La Soledadita. I omgivningarna runt La Soledadita växer huvudsakligen savannskog.